# Чистович, Яков Алексеевич
Я́ков Алексе́евич Чисто́вич (1820—1885) — доктор медицины, профессор, историк русской медицины, начальник Императорской медико-хирургической академии (1871—1875). Тайный советник (1873).
Старший брат И. А. Чистовича.

## Биография

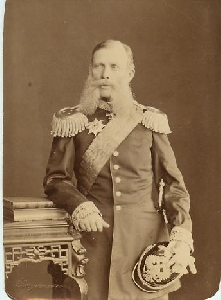
Фото до 1886 г.

Родился 24 апреля (6 мая) 1820 года в семье диакона Калужской губернии.
Получил образование в Калужской духовной семинарии и Императорской медико-хирургической академии (1843). После защиты диссертации «De hepatide» (СПб., 1848) был удостоен степени доктора медицины.
С 1848 по 1857 год был прикомандирован к 1-му Санкт-Петербургскому военно-сухопутному госпиталю и назначен помощником редактора «Военно-Медицинского Журнала». Затем был назначен адъюнкт-профессором Медико-хирургической академии по кафедре судебной медицины, гигиены и медицинской полиции, а в 1858 году — помощником главного доктора Санкт-Петербургского военно-сухопутного госпиталя, где проработал до 1869 года, и ординарным профессором вышеупомянутой кафедры.
В 1869 году Чистович был назначен секретарём конференции Медико-хирургической академии.
В 1871—1875 годах — начальник Медико-хирургической академии. При нём открылись анатомо-физиологический институт (1872) и Михайловская клиническая больница
баронета Я. В. Виллие (1873). В институте были размещены кафедры анатомо-физиологического цикла и кафедра судебной медицины с токсикологией. В больнице располагались 5 клиник, в т. ч. академическая терапевтическая клиника С. П. Боткина — при ней в 1875 году была организована первая в России клинико-экспериментальная лаборатория. В 1872 году в виде опыта в академии был создан «Особый курс для образования ученых-акушерок», где впервые в России стало осуществляться женское врачебное образование. Также был преобразован клинический госпиталь и восстановлено Общество для пособия нуждающимся студентам академии. Студенческие «беспорядки» 1874 года стали поводом для смещения либерально настроенного начальника Академии. Управление академией было передано специально созданной 26 ноября 1874 года комиссии во главе с генералом А. А. Непокойчицким. Конференция практически не действовала. Из её членов в состав комиссии вошли лишь несколько человек, в т. ч. и Чистович. Юридически оставаясь начальником академии, фактически он таковым уже не был. Спустя почти год, Чистович подал рапорт об отставке и 9 августа 1875 года Высочайшим повелением был уволен со службы из академии.
В 1875 году стал непременным членом Военно-медицинского учёного комитета. В этом же году был признан с сыновьями потомственным дворянином.
Редактировал журнал «Друг здравия», а с 1864 года — и «Медицинский вестник», в котором напечатал ряд статей по истории врачебных наук. Впоследствии свои статьи он собрал в «Очерках из истории медицинских учреждений в XVIII в.» (СПб., 1870).
Основной научной работой Я. А. Чистовича стала «История первых медицинских школ в России» (СПб., 1883), для которой он собирал материалы в течение 25 лет; этот труд был отмечен Уваровской премией. Кроме того, он издал отдельно ряд переводных руководств по медицине.
Отрывок из биографического очерка, посвященного отцу: «В 1844 г. он напечатал свою первую работу „Об отнятии бедра под наркозом эфира“. Работа прошла незамеченной, а обнародована она была за три года до того, как Н. И. Пирогов стал широко применять эфирный наркоз».
Яков Алексеевич Чистович был инициатором учреждения «вспомогательной медицинской кассы».
Умер 19 (31) октября 1885 года. Похоронен в Санкт-Петербурге на Новодевичьем кладбище.

## Семья
Женился 17 апреля 1855 года на дочери действительного статского советника, Анне Петровне Бенард (1837 — 09.12.1918, Петроград). Их дети и внуки:
- Ольга (04.01.1856 — 20.12.1919, Петроград)[7], музыкант, ученица А. П. Бородина. Похоронена в Санкт-Петербурге на Новодевичьем кладбище.
- Екатерина (08.04.1857—?)[8]
- Алексей (30.08.1858—1905), юрист. Его жена — Екатерина Дмитриевна, урожд. Чистович Пиленко (1858—1915), дочь генерал-лейтенанта Д.В.Пиленко, сестра Ю.Д.Пиленко (ее племянница — Мария (Скобцова). Дочери Алексея Яковлевича и Екатерины Дмитриевны — Татьяна (1902–1965)[9][10] и Екатерина (род. 1892, в замуж. Олейникова).
- Николай (02.12.1860—29.03.1926) — врач-терапевт
- Сергей (09.07.1868—1922) — врач[11]. Окончил Военно-медицинскую академию, защитил докторскую диссертацию на тему «К морфологии крови при хроническом остеомиелите». В составе отряда Российского Красного Креста он отправился на Англо-бурскую войну, по возвращении написал книгу «Медицинская помощь в Трансваале» (1901). Был главным врачом Михайловского артиллерийского училища, позднее возглавил Стоматологический институт. Жена — Людмила Генриховна (1974, Баку—1958, Ленинград), дочь провизора Генриха Генриховича Эделя. Её двоюродный брат — архитектор И. В. Эдель. Их дети:  
  - Андрей Сергеевич Чистович (1897–1981), полковник медицинской службы, доктор медицинских наук (1939), профессор (1939). Руководил кафедрой психиатрии Военно-морской медицинской академии, работал в психиатрических клиниках. Активно интересовался проблемой сна и сновидений, исследовал преимущественно этиологию и клинику инфекционных психозов, роль ревматической и других инфекций в этиологии шизоформных психозов. Автор ряда книг и более 120 статей по различным проблемам психиатрии и психотерапии.
  - Наталья Сергеевна Чистович (в замуж. Алексеева; 1900–1984).
  - Сергей Сергеевич Чистович (1902–1961). В 1944 году награжден медалью «За оборону Ленинграда»[12].
  - Павел Сергеевич Чистович (1903–1942). Работал в Центральном научно-исследовательском и проектно-конструкторском котлотурбинном институте. Арестован в 1940 году. Умер в 1942 году в Печорлаге[13].
  - Никита Сергеевич Чистович (1910–1964)[11]. Участвовал в качестве военного врача в Советско-финляндской войне. В период Великой Отечественной войны был хирургом на Волховском и Ленинградском фронтах. Военврач 2-го ранга. Один из его сыновей — Никита Никитич Чистович, начальник медицинской службы СОБР, погиб 29 июня 1996 года в ходе контртеррористической операции в Чечне, оказывая помощь раненому бойцу. Посмертно награжден орденом Мужества[14].
- Фёдор(01.02.1870—24.10.1942) — врач-патологоанатом, профессор, ректор 1-го ЛМИ, Заслуженный деятель науки РСФСР.